# 赤井睦
赤井 睦（あかい むつみ、1989年5月3日 - ）は、岡山県岡山市出身のボートレーサー。神戸野田高等学校卒業。
登録第4733号。111期。デビュー当時は岡山支部に所属していたが、徳島支部所属となった。

## エピソード
- 小学校5年生から高校3年までソフトボールやっており主に投手で活躍し近畿大会優勝[1]。
- 高校3年夏から岡山の名門アマチュアボートレースクラブ（岡南モータボートクラブ）に所属しながらプロを目指す[1]。
- 2011年10月に8回目の受験でやまと学校に合格し、入学した[1]。
- やまと学校でのリーグ戦ではデビューを見据えてアウトコース取りに専念しての勝率を上げた。
- 111期生よりやまと学校卒業記念競走の優勝戦出走の方式が変更になり、リーグ戦上位者がやまとチャンプ決定戦に出走できるようになったことにより、赤井もチャンプ決定戦に出走した。

## 来歴
- やまと学校時代、リーグ戦勝率6.17（準優出5回、優出3回、やまとチャンプ決定戦4着）の成績を残した。
- 2012年9月14日、選手登録。
- 2012年11月1日からボートレース児島で開催された、一般戦「児島テレポイント倶楽部杯」初日第1Rでデビュー[2][1]。（6着）
- 2013年4月19日からボートレース芦屋で開催された一般戦「日本トーター杯争奪戦」3日目（21日）第8R5コースより捲りで初勝利（51走目）[3]。
- 2017年3月21日からボートレース鳴門で開催された一般戦「ヴィーナスシリーズ第12戦」でデビュー初優出[4]。

## 戦績
- 出走回数：909回
- 1着回数：69回
- 優出回数：3回
- 優勝回数：0回
- フライング(F)回数：7回
- 出遅れ(L)回数：0回
- 通算勝率：3.94
- 2連対率：19.03
- 3連対率：34.43
- 生涯獲得賞金：45,888,400円